# Liste des ducs d'Œls
Pour les articles homonymes, voir Œls.

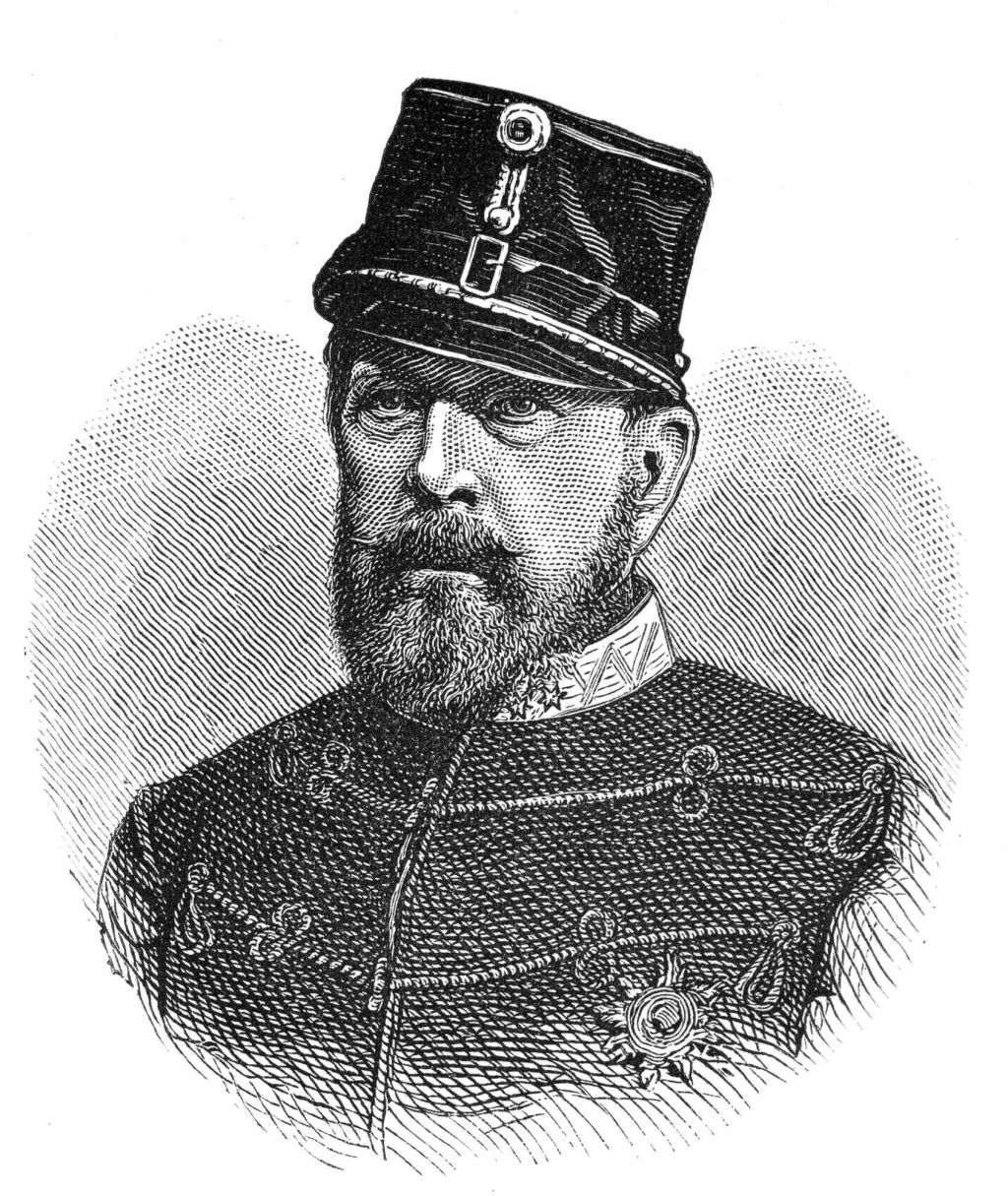
Guillaume VIII, duc de Brunswick, dernier duc d’Œls.

Entre la partition du duché bas-silésien de Glogau, en 1313, et la mort du duc Guillaume d’Œls, en 1884, plusieurs ducs se sont succédé sur le trône d’Œls (en allemand, Herzöge von Oels).
Les extinctions des branches mâles successives permettent au duché de connaître plusieurs maisons régnantes à la suite des mariages des princesses héritières de la dignité ducale : les Piast (1321-1492), les Podiebrad (en) (1495-1647), les Wurtemberg (1649-1792), et enfin les Brunswick-Lunebourg (1792-1884).
Au Hanovre, pendant la période royale (1814-1866), le titre de duc d’Œls est un titre de courtoisie utilisé pour désigner l’héritier du trône hanovrien, qui était le fils aîné du souverain.

## Liste des souverains d’Œls

### Maison Piast
| Rang | Portrait | Duc                                                                  | Période                                                      | Maison                                                                          |
| ---- | -------- | -------------------------------------------------------------------- | ------------------------------------------------------------ | ------------------------------------------------------------------------------- |
| 1    |          | Conrad Ier Né vers 1294 — Mort le 22 décembre 1366                   | 1321 — 22 décembre 1366 (entre 45 et 46 ans)                 | Maison Piast (fils d’Henri III de Goglau et de Mathilde de Brunswick-Lunebourg) |
| 2    |          | Conrad II le Gris Né vers 1338 — Mort le 10 juin 1403 à Trebnitz     | 22 décembre 1366 — 10 juin 1403 (36 ans, 5 mois et 19 jours) | Maison Piast (fils de Conrad Ier d’Œls et d’Euphémie de Bytom)                  |
| 3    |          | Conrad III l'Ancien Né entre 1354 et 1359 — Mort le 28 décembre 1412 | 10 juin 1403 — 28 décembre 1412 (9 ans, 6 mois et 18 jours)  | Maison Piast (fils de Conrad II d’Œls et d’Agnès de Teschen)                    |

Succession de 1412
À la mort du duc Conrad III, ses cinq fils se partagent le pouvoir sur le duché d’Œls.
| Rang | Portrait | Co-duc                                                       | Période                                            | Maison                                               |
| ---- | -------- | ------------------------------------------------------------ | -------------------------------------------------- | ---------------------------------------------------- |
| 4    |          | Conrad IV l’Ainé Né vers 1384 — Mort le 9 août 1447          | En tandem 28 décembre 1412 — 1450 (environ 38 ans) | Maison Piast (fils de Conrad III d’Œls et de Judith) |
| 5    |          | Conrad V Kantner Né vers 1385 — Mort le 10 décembre 1439     | En tandem 28 décembre 1412 — 1450 (environ 38 ans) | Maison Piast (fils de Conrad III d’Œls et de Judith) |
| 6    |          | Conrad VI le Doyen Né vers 1391 — Mort le 3 septembre 1427   | En tandem 28 décembre 1412 — 1450 (environ 38 ans) | Maison Piast (fils de Conrad III d’Œls et de Judith) |
| 7    |          | Conrad VII le Blanc Né vers 1396 — Mort le 14 février 1452   | En tandem 28 décembre 1412 — 1450 (environ 38 ans) | Maison Piast (fils de Conrad III d’Œls et de Judith) |
| 8    |          | Conrad VIII le Jeune Né vers 1397 — Mort le 5 septembre 1444 | En tandem 28 décembre 1412 — 1450 (environ 38 ans) | Maison Piast (fils de Conrad III d’Œls et de Judith) |

Succession de 1450
En 1450, Conrad le Noir, fils de Conrad V, devient l’unique duc d’Œls.
| Rang | Portrait | Duc                                                        | Période                                                      | Maison                                                 |
| ---- | -------- | ---------------------------------------------------------- | ------------------------------------------------------------ | ------------------------------------------------------ |
| 9    |          | Conrad IX le Noir Né vers 1415 — Mort le 14 août 1471      | 1450 — 14 août 1471 (environ 21 ans)                         | Maison Piast (fils de Conrad V d’Œls et de Marguerite) |
| 10   |          | Conrad X le Blanc Né vers 1420 — Mort le 21 septembre 1492 | 14 août 1471 — 21 septembre 1492 (21 ans, 1 mois et 7 jours) | Maison Piast (fils de Conrad V d’Œls et de Marguerite) |

### Maison de Podiebrad
Après l’extinction en lignée mâle des Piast silésiens, le duc Henri de Münsterberg, fils de Georges de Bohême, se fait placer à titre héréditaire sur le trône d’Œls par le traité de Bautzen du 28 avril 1495.
| Rang | Portrait        | Duc                                           | Période                              | Maison                                                                       |
| ---- | --------------- | --------------------------------------------- | ------------------------------------ | ---------------------------------------------------------------------------- |
| 11   | Henri Ier d’Œls | Henri Ier Né vers 1448 — Mort en 1498 à Glatz | 28 avril 1495 — 1498 (environ 3 ans) | Maison de Podiebrad (fils de Georges de Bohême et de Cunégonde de Sternberg) |

Succession de 1498
À la mort du duc Henri Ier, ses fils se partagent le pouvoir sur le duché d’Œls.
| Rang | Portrait | Co-duc                                                                        | Période                                           | Maison                                                                  |
| ---- | -------- | ----------------------------------------------------------------------------- | ------------------------------------------------- | ----------------------------------------------------------------------- |
| 12   |          | Georges Ier Né le 2 octobre 1470 à Lititz — Mort le 10 novembre 1502 à Œls    | Conjointement 1498 — 31 mai 1536 (environ 38 ans) | Maison de Podiebrad (fils d’Henri Ier d’Œls et d’Ursule de Brandebourg) |
| 13   |          | Albert Ier Né le 3 août 1468 à Pardubitz — Mort le 12 juillet 1511 à Proßnitz | Conjointement 1498 — 31 mai 1536 (environ 38 ans) | Maison de Podiebrad (fils d’Henri Ier d’Œls et d’Ursule de Brandebourg) |
| 14   |          | Charles Ier Né en mai 1476 à Glatz — Mort le 31 mai 1536 à Frankenstein       | Conjointement 1498 — 31 mai 1536 (environ 38 ans) | Maison de Podiebrad (fils d’Henri Ier d’Œls et d’Ursule de Brandebourg) |

Succession de 1536
À la mort du duc Charles Ier, ses fils se partagent le pouvoir sur le duché d’Œls.
| Rang | Portrait         | Co-duc                                                                       | Période                                           | Maison                                                             |
| ---- | ---------------- | ---------------------------------------------------------------------------- | ------------------------------------------------- | ------------------------------------------------------------------ |
| 15   |                  | Joachim Ier Né le 18 janvier 1503 à Œls — Mort le 27 décembre 1562 à Breslau | Conjointement 31 mai 1536 — 1542 (environ 38 ans) | Maison de Podiebrad (fils de Charles Ier d’Œls et d’Anne de Sagan) |
| 16   |                  | Henri II Né le 29 mars 1507 — Mort le 2 août 1548 à Bernstadt en Silésie     | Conjointement 31 mai 1536 — 1542 (environ 38 ans) | Maison de Podiebrad (fils de Charles Ier d’Œls et d’Anne de Sagan) |
| 17   |                  | Jean Ier Né le 4 novembre 1509 à Œls — Mort le 28 février 1565 à Œls         | Conjointement 31 mai 1536 — 1542 (environ 38 ans) | Maison de Podiebrad (fils de Charles Ier d’Œls et d’Anne de Sagan) |
| 18   | Georges II d’Œls | Georges II Né le 30 avril 1512 à Œls — Mort le 13 janvier 1553 à Œls         | Conjointement 31 mai 1536 — 1542 (environ 38 ans) | Maison de Podiebrad (fils de Charles Ier d’Œls et d’Anne de Sagan) |

Succession de 1542
En 1542, Joachim et ses frères ont cédé le duché de Münsterberg à leur oncle Frédéric II de Liegnitz en raison de fortes dettes. Leurs possessions ont été à la suite divisée : Henri reçoit le duché de Bernstadt, Joachim, devient évêque de Brandebourg, alors que Jean Ier devient l’unique souverain d’Œls.
| Rang | Portrait | Duc                                                                  | Période                                 | Maison                                                             |
| ---- | -------- | -------------------------------------------------------------------- | --------------------------------------- | ------------------------------------------------------------------ |
| 17   |          | Jean Ier Né le 4 novembre 1509 à Œls — Mort le 28 février 1565 à Œls | 1542 — 28 février 1565 (environ 23 ans) | Maison de Podiebrad (fils de Charles Ier d’Œls et d’Anne de Sagan) |

Succession de 1565
Le duc Jean d’Œls meurt sans descendant mâle ; le duché revient à son neveu Charles, fils d’Henri II.
| Rang | Portrait | Duc                                                                          | Période                                                   | Maison                                                                                |
| ---- | -------- | ---------------------------------------------------------------------------- | --------------------------------------------------------- | ------------------------------------------------------------------------------------- |
| 19   |          | Charles II Né le 15 avril 1545 à Œls — Mort le 28 janvier 1617 à Œls         | 28 février 1565 — 28 janvier 1617 (51 ans et 11 mois)     | Maison de Podiebrad (fils d’Henri II d’Œls et de Marguerite de Mecklenbourg-Schwerin) |
| 20   |          | Charles-Frédéric Ier Né le 18 octobre 1593 à Œls — Mort le 31 mai 1647 à Œls | 28 janvier 1617 — 31 mai 1647 (30 ans, 4 mois et 3 jours) | Maison de Podiebrad (fils de Charles II d’Œls et d’Élisabeth-Madeleine de Brieg)      |

### Maison de Wurtemberg-Weiltingen
À la mort du duc Charles-Frédéric Ier, sa fille unique, Élisabeth-Marie d’Œls (1625-1686), transmet les droits de sa famille à son époux, Silvius-Nimrod de Wurtemberg-Weiltingen.
| Rang | Portrait                             | Duc                                                                                              | Période                                                      | Maison |
| ---- | ------------------------------------ | ------------------------------------------------------------------------------------------------ | ------------------------------------------------------------ | --- |
| 21   | Silvius Ier Nimrod de Wurtemberg-Œls | Silvius Ier Nimrod Né le 2 mai 1622 à Weiltingen — Mort le 24 avril 1664 à Œls                   | 28 janvier 1617 — 24 avril 1664 (47 ans, 2 mois et 27 jours) | Maison de Wurtemberg-Weiltingen (fils de Jules-Frédéric de Wurtemberg-Weiltingen et d’Anne-Sabine de Schleswig-Holstein-Sonderbourg)     |
| 22   |                                      | Charles-Ferdinand Né le 15 janvier 1650 à Œls — Mort le 2 janvier 1669 à Cassel                  | 24 avril 1664 — 2 janvier 1669 (4 ans, 8 mois et 9 jours)    | Maison de Wurtemberg-Weiltingen (fils de Silvius Ier Nimrod de Wurtemberg-Œls et d’Élisabeth-Marie de Münsterberg-Œls)                   |
| 23   |                                      | Silvius II Frédéric Né le 21 février 1651 à Œls — Mort le 3 juin 1697 à Œls                      | 2 janvier 1669 — 3 juin 1697 (28 ans, 5 mois et 1 jour)      | Maison de Wurtemberg-Weiltingen (fils de Silvius Ier Nimrod de Wurtemberg-Œls et d’Élisabeth-Marie de Münsterberg-Œls)                   |
| 24   |                                      | Christian-Ulrich Né le 9 avril 1652 à Œls — Mort le 5 juin 1704 à Œls                            | 3 juin 1697 — 5 juin 1704 (7 ans et 2 jours)                 | Maison de Wurtemberg-Weiltingen (fils de Silvius Ier Nimrod de Wurtemberg-Œls et d’Élisabeth-Marie de Münsterberg-Œls)                   |
| 25   |                                      | Charles-Frédéric II Né le 7 février 1690 à Mersebourg — Mort le 14 décembre 1761 à Œls           | 5 juin 1704 — 14 décembre 1761 (57 ans, 6 mois et 9 jours)   | Maison de Wurtemberg-Weiltingen (fils de Christian-Ulrich Ier de Wurtemberg-Œls et de Marie-Sibylle de Saxe-Mersebourg)                  |
| 26   |                                      | Charles-Ferdinand-Herman Né le 24 octobre 1716 à Wilhelminenort — Mort le 14 décembre 1792 à Œls | 14 décembre 1761 — 14 décembre 1792 (31 ans)                 | Maison de Wurtemberg-Weiltingen (fils de Christian-Ulrich II de Wurtemberg-Wilhelminenort et de Philippine-Charlotte de Redern-Krappitz) |

### Maison de Brunswick-Lunebourg
En 1792, la mort du duc Charles-Ferdinand-Herman, sans héritier mâle provoque un changement dynastique dans la transmission du duché. La fille du duc ayant épousé le prince Frédéric-Auguste de Brunswick-Wolfenbüttel, ce dernier devient duc en 1792.
| Rang | Portrait                                       | Duc                                                                                           | Période                                                        | Maison |
| ---- | ---------------------------------------------- | --------------------------------------------------------------------------------------------- | -------------------------------------------------------------- | --- |
| 27   | Frédéric-Auguste de Brunswick-Wolfenbüttel-Œls | Frédéric-Auguste Ier Né le 29 octobre 1740 à Wolfenbüttel — Mort le 8 octobre 1805 à Eisenach | 14 décembre 1792 — 8 octobre 1805 (12 ans, 9 mois et 24 jours) | Maison de Brunswick-Lunebourg (fils de Charles Ier de Brunswick-Wolfenbüttel et de Charlotte-Philippine de Prusse)    |
| 28   | Frédéric-Auguste de Brunswick-Wolfenbüttel-Œls | Frédéric-Guillaume Ier Né le 9 octobre 1771 à Brunswick — Mort le 16 juin 1815 à Genappe      | 8 octobre 1805 — 16 juin 1815 (9 ans, 8 mois et 8 jours)       | Maison de Brunswick-Lunebourg (fils de Charles-Guillaume-Ferdinand de Brunswick-Wolfenbüttel et d’Augusta de Hanovre) |
| 29   | Charles IV d’Œls                               | Charles IV Né le 30 octobre 1804 à Brunswick — Mort le 18 août 1873 à Genève                  | En tandem 16 juin 1815 — 1824 (environ 9 ans)                  | Maison de Brunswick-Lunebourg (fils de Frédéric-Guillaume de Brunswick-Wolfenbüttel et de Marie de Bade)              |
| 30   | Guillaume Ier d’Œls                            | Guillaume Ier Né le 25 avril 1806 à Brunswick — Mort le 18 octobre 1884 à Sibyllenort         | En tandem 16 juin 1815 — 1824 (environ 9 ans)                  | Maison de Brunswick-Lunebourg (fils de Frédéric-Guillaume de Brunswick-Wolfenbüttel et de Marie de Bade)              |
| 30   | Guillaume Ier d’Œls                            | Guillaume Ier Né le 25 avril 1806 à Brunswick — Mort le 18 octobre 1884 à Sibyllenort         | 1824 — 18 octobre 1884 (environ 60 ans)                        | Maison de Brunswick-Lunebourg (fils de Frédéric-Guillaume de Brunswick-Wolfenbüttel et de Marie de Bade)              |

## Titre de la monarchie hanovrienne
Le titre de « duc d’Œls », utilisé en titre de courtoisie, désigne le prince héritier de la Couronne hanovrienne.

### Source
- (de) Cet article est partiellement ou en totalité issu de l’article de Wikipédia en allemand intitulé « Herzogtum Oels » (voir la liste des auteurs).